# Championnat d'Irlande de football 2000-2001
Navigation
Édition précédente Édition suivante
Le Championnat d'Irlande de football en 2000-2001. Bohemians FC retrouve la première place du championnat. Ils n’avaient plus remporté le titre de champion depuis 1978.
À la fin de la saison descendent en First Division Finn Harps et Kilkenny City et montent en Premier Division Dundalk FC et Monaghan.
Dans le match de promotion/relégation UC Dublin a battu Athlone Town 4 tab à 2 après les matchs aller-retour (1-2 puis 2-1) et gagné ainsi le droit de rester en Premier Division. 

## Les 22 clubs participants
| Premier Division - Bohemians FC - Bray Wanderers - Cork City FC - Derry City FC - UC Dublin - Finn Harps - Galway United - Kilkenny City AFC - Longford Town - St. Patrick's Athletic FC - Shamrock Rovers - Shelbourne FC | First Division - Athlone Town - Cobh Ramblers FC - Drogheda United - Dundalk FC - Home Farm Fingal - Limerick FC - Monaghan United - St. Francis - Sligo Rovers - Waterford United |

## Classement

### Premier Division
| Rang | Équipe                    | Pts | J  | G  | N  | P  | Bp | Bc | Diff |
| ---- | ------------------------- | --- | -- | -- | -- | -- | -- | -- | ---- |
| 1    | Bohemian FC               | 62  | 33 | 18 | 8  | 7  | 66 | 35 | +31  |
| 2    | Shelbourne FC             | 60  | 33 | 17 | 9  | 7  | 53 | 37 | +16  |
| 3    | Cork City FC              | 56  | 33 | 15 | 11 | 7  | 36 | 29 | +7   |
| 4    | Bray Wanderers            | 55  | 33 | 15 | 10 | 8  | 52 | 35 | +17  |
| 5    | St. Patrick's Athletic FC | 53  | 33 | 14 | 11 | 8  | 54 | 41 | +13  |
| 6    | Derry City FC             | 45  | 33 | 12 | 9  | 12 | 31 | 28 | +3   |
| 7    | Shamrock Rovers           | 42  | 33 | 10 | 12 | 11 | 50 | 47 | +3   |
| 8    | Longford Town             | 42  | 33 | 12 | 6  | 15 | 40 | 47 | -7   |
| 9    | Galway United             | 40  | 33 | 10 | 10 | 13 | 34 | 47 | -13  |
| 10   | UC Dublin                 | 37  | 33 | 9  | 10 | 14 | 36 | 44 | -8   |
| 11   | Finn Harps                | 36  | 33 | 8  | 12 | 13 | 36 | 46 | -10  |
| 12   | Kilkenny City AFC         | 9   | 33 | 1  | 6  | 26 | 14 | 66 | -52  |

| Légende : Qualifications et relégations | Légende : Qualifications et relégations                                             |
| --------------------------------------- | ----------------------------------------------------------------------------------- |
|                                         | Champion d'Irlande et Ligue des Champions 2001-2002, deuxième tour de qualification |
|                                         | Ligue Europa 2001-2002, premier tour de qualification                               |
|                                         | Barrage de relégation en deuxième division                                          |
|                                         | relégation en deuxième division                                                     |

### First Division
| Place | Club             | Points | Victoires | Nuls | Défaites | Buts pour | Buts contre | Différence |
| ----- | ---------------- | ------ | --------- | ---- | -------- | --------- | ----------- | ---------- |
| 1er   | Dundalk FC       | 69     | 20        | 9    | 7        | 65        | 38          | +27        |
| 2e    | Monaghan United  | 65     | 18        | 11   | 7        | 59        | 40          | +19        |
| 3e    | Athlone Town     | 64     | 18        | 10   | 8        | 53        | 37          | +16        |
| 4e    | Sligo Rovers     | 62     | 19        | 5    | 12       | 61        | 48          | +13        |
| 5e    | Waterford United | 61     | 16        | 13   | 7        | 56        | 30          | +26        |
| 6e    | Limerick FC      | 50     | 13        | 11   | 12       | 40        | 39          | +1         |
| 7e    | Home Farm Fingal | 43     | 10        | 13   | 13       | 43        | 58          | -15        |
| 8e    | Cobh Ramblers FC | 36     | 10        | 6    | 20       | 43        | 60          | -17        |
| 9e    | Drogheda United  | 21     | 4         | 9    | 23       | 27        | 62          | -35        |
| 10e   | St. Francis      | 20     | 3         | 11   | 22       | 29        | 64          | -35        |

## Source
- (en) Alex Graham, Football in the Republic of Ireland : a Statistical Record 1921–2005, Soccer Books Ltd, novembre 2005, 142 p. (ISBN 978-1862231351).